# باختمیر
باختمیر (به لاتین: Bakhtemir) یک منطقهٔ مسکونی در روسیه است که در استان آستراخان واقع شده‌است.